# Позднеимперский мандаринский язык
Позднеимперский мандаринский язык — историческая разновидность севернокитайского (мандаринского) языка, сложившаяся в администрации империй Мин и Цин.

## История
В эпоху империи Сун китайские языки уже разделились и были взаимонепонятны. На письме, однако, продолжал использоваться древний классический китайский язык. Во времена монгольской империи Юань диалект столицы Ханбалыка (нынешний Пекин) на короткое время стал использоваться в административных делах. Этот язык известен как старомандаринский.
В отличие от старомандаринского эпохи монголов, позднеимперское койне эпох Мин и Цин, использовавшееся среди чиновников, было основано на диалекте Нанкина. В XV веке это койне было описано в корейских источниках, таких как Хонму-джонун Ёкхун (洪武正韻譯訓) 1455 года, комментарий на словарь императора Хунъу за авторством Син Сукчу (申叔舟). Этот словарь содержал «стандартные чтения» (正音), основанные на среднекитайском, и «народные чтения» (俗音), основанные на мандаринском.
В середине XVI века имперское койне стало называться «мандаринским языком» (官話). К концу XVI века стали появляться его европейские описания, первым из них стал словарь Маттео Риччи и Микеле Руджери, составленный в 1580-х годах.
В маньчжурской империи Цин предпринимались попытки распространить это койне среди государственных служащих. В Гуандуне, где распространён кантонский язык, а также в Фуцзяни и на Тайване, где говорят на миньских языках, севернокитайский язык был малораспространён. В 1728 году император Юнчжэн, непонимавший речи чиновников из Фуцзяни, Тайваня и Гуандуна, повелел учредить там «Училища орфоэпии» (正音書院). Хотя из-за недостатка финансирования они просуществовали недолго, для них были составлены учебники, описывающие позднеимперское койне.
Несмотря на усилия маньчжурских чиновников, в Фуцзяни, Гуандуне и на Тайване мандаринский язык оставался малораспространён. Вальтер Генри Медхёрст так описывает ситуацию с севернокитайским в Фуцзяни:

В Хоккьене изредка можно встретить врача, гадателя, артиста или полицейского, бывавшего в других провинциях либо же работавшего в казённых учреждениях, и возможно он будет способен немного изъясняться на придворном наречии. Однако в большинстве случаев люди с ним совершенно не знакомы, и даже не задумываются о его изучении, до тех пор, пока они не сдадут учёные экзамены и не получат перспективу повышения или найма на службу. Тогда они идут в обычную школу и изучают мандаринский — они осваивают его, будто бы осваивали новый язык. В самом деле, известны случаи, когда именитые выпускники отказываются вовсе от государственной службы, нежели несут тяготы изучения придворного наречия.
Оригинальный текст (англ.)
In Hok-këèn, a doctor, a fortune-teller, a stage-player, or a police officer may sometimes be met with, who having travelled into other provinces, or been employed about Government offices, will perhaps be able to converse a little in the Court dialect; but, in most cases, the people are totally unacquainted with it, and never think of studying it till, having succeeded at the literary examinations, and got a prospect of preferment or employment, they go to a regular school for the study of the Mandarin, and acquire it almost as they would a new language. Indeed, instances have been known of literary graduates of considerable standing giving up the prospect of Government situations, rather than take the trouble of studying the Court dialect.— W. H. Medhurst. A dictionary of the Hok-këèn dialect, 1832.
К середине XIX века диалект Пекина стал догонять по влиянию диалект Нанкина. В то же время почтовая романизация для топонимов Китая всё ещё основывалась на старонанкинском произношении, из-за чего в европейские языки попали такие топонимы, как Peking, Nanking, Chungking, Sian, Kiangsu, Kinmen (ср. пекинские Beijing, Nanjing, Chongqing, Xi’an, Jiangsu, Jinmen). В 1913 году проект «Национального произношения» Китайской Республики также основывался на нанкинском, однако вскоре этот проект был оставлен и качестве государственного было принято пекинское произношение.

## Фонетика
Фонетика позднеимперского мандаринского языка слегка изменялась за века его существования. Кроме того, старейшие описания всё ещё были подвержены влиянию классической среднекитайской фонологической традиции.
Основные отличия от пекинского произношения включают:
Старонанкинские чтения даны в романизации Моррисона, пекинские — пиньинем, для обоих также даны транскрипции в МФА
- различение серий /kj-, kʰj-, hj-/ и /tsj-, tsʰj-, sj-/ — в пекинском они слились в /tɕ-, tɕʰ-, ɕ-/

京 ⊂king /kiŋ¹/ и 精 ⊂tsing /tsiŋ¹/ — в Пекине оба jīng /tɕiŋ¹/
楦 hüen⊃ /hyen⁴/ и 㯀 süen⊃ /syen⁴/ — xuàn /ɕyɛn⁴/
- наличие инициали /ŋ-/ — в пекинском она слилась с нулевой инициалью

安 ⊂ngan /ŋan¹/ — ān /an¹/
愛 ngai⊃ /ŋai⁴/ — ài /ai⁴/
- наличие входящего тона (конечной гортанной смычки /-ʔ/), исчезнувшего в пекинском

客 kʻoh⊃ /kʰoʔ⁵/ — книж. kè /kʰə⁴/, разг. qiě /tɕʰiɛ³/
北 poh⊃ /poʔ⁵/ — книж. bò /puɔ⁴/, разг. běi /pei³/
力 lih⊃ /liʔ⁵/ — lì /li⁴/
物 wuh⊃ /uʔ⁵/ — wù /u⁴/
- /-ioʔ/ вместо пекинского /-yɛ/

確 kʻioh⊃ /kʰioʔ⁵/ — què /tɕʰyɛ⁴/
學 hioh⊃ /hioʔ⁵/ — книж. xué /ɕyɛ²/, разг. xiáo /ɕiɑu²/
- /-uŋ/ вместо пекинского /-əŋ/ после губных согласных

封 ⊂fung /fuŋ¹/ — fēng /fəŋ¹/
夢 mung⊃ /muŋ⁴/ — mèng /məŋ⁴/
- /-iŋ/ вместо пекинского /-əŋ/ после ретрофлексных согласных

成 ⊆chʻing /tʂʰiŋ²/ — chéng /ʈʂʰəŋ²/
聖 shing⊃ /ʂiŋ⁴/ — shèng /ʂəŋ⁴/
- /-əu/ вместо пекинского /-ou/

守 ⊂sheu /ʂəu³/ — shǒu /ʂou³/
胄 cheu⊃ /tʂəu⁴/ — zhòu /ʈʂou⁴/
- /-iu/ вместо пекинского /-iəu/

有 ⊂iu /iu³/ — yǒu /iəu³/
久 ⊂kiu /kiu³/ — jiǔ /tɕiəu³/
- наличие финали /-iai/ — в пекинском она слилась с /-iɛ/

街 ⊂kiai /kiai¹/ — jiē /tɕiɛ¹/
皆 ⊂kiai /kiai¹/ — jiē /tɕiɛ¹/
Позднеимперский мандаринский оказал влияние на диалект Пекина. Например, многие иероглифы в Пекине имеют книжное и просторечное чтение: первое заимствовано из нанкинского, второе — исконно пекинское.